# Лазес (Тренто)
Лазес је насеље у Италији у округу Тренто, региону Трентино-Јужни Тирол.
Према процени из 2011. у насељу је живело 539 становника. Насеље се налази на надморској висини од 638 м.